# Montescano
Montescano ist eine italienische Gemeinde (comune) mit 412 Einwohnern (Stand 31. Dezember 2023) in der südwestlichen Lombardei im Norden Italiens in der Provinz Pavia. Die Gemeinde liegt etwa 20 Kilometer südsüdöstlich von der Provinzhauptstadt Pavia in der Oltrepò Pavese im Tal der Versa und gehört zur Comunità Montana Oltrepò Pavese.